# Fjällstrandlöpare
Fjällstrandlöpare (Bembidion hasti) är en skalbaggsart som beskrevs av Sahlberg. I den svenska databasen Dyntaxa används istället namnet Bembidion hastii. Fjällstrandlöpare ingår i släktet Bembidion och familjen jordlöpare. Arten är reproducerande i Sverige. Inga underarter finns listade i Catalogue of Life.